# Frederic Marès
Frederic Marès Deulovol, también conocido como Federico Marés (Portbou, Gerona; 18 de septiembre de 1893-Barcelona; 16 de agosto de 1991) fue un escultor español.

## Biografía

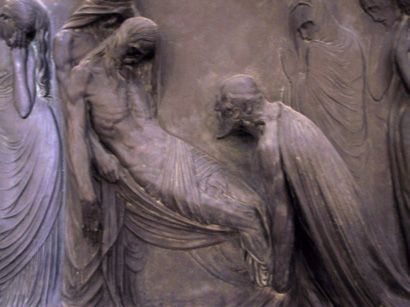
Detalle del Entierro de Cristo (1924), en la Iglesia de Santa María del Mar (Barcelona).

Realizó sus estudios en la Escuela de la Lonja de Barcelona, ampliando su conocimiento en el taller del escultor Eusebio Arnau. Viajó a París pensionado, así como también a Roma. Obtuvo una beca del Estado para estudiar la escultura del país por España.
Fue un artista polifacético, con una obra escultórica basada principalmente, en el  modernismo, con alguna cierta semblanza gótica, sobre todo en su escultura religiosa.
Participó en numerosas exposiciones individuales y colectivas por diversos países. Teniendo una amplísima obra en colecciones particulares de dudosa procedencia y en monumentos en distintas ciudades. Inició en 1944 las restauraciones en las tumbas reales del Monasterio de Poblet, y la realización, junto a la capilla de San Benito de Poblet, de la tumba de Martín el Humano. 
Como coleccionista se hizo con patrimonio artístico religioso de distintas regiones de España, fundamentalmente de Castilla, que hoy se expone en un museo de Barcelona, el Museo Frederic Marès.
Su gran conocimiento sobre escultura le hizo conseguir una importante colección de arte, que en el año 1946 le llevó a crear el Museo Marès, que después donó al ayuntamiento de Barcelona.

## Estudio-biblioteca de Frederic Marès
El 25 de noviembre de 2018 se ha inaugurado la nueva presentación museográfica del Estudio-biblioteca de Frederic Marès en los actos de conmemoración de los 70 años de la inauguración del Museo Frederic Marès.

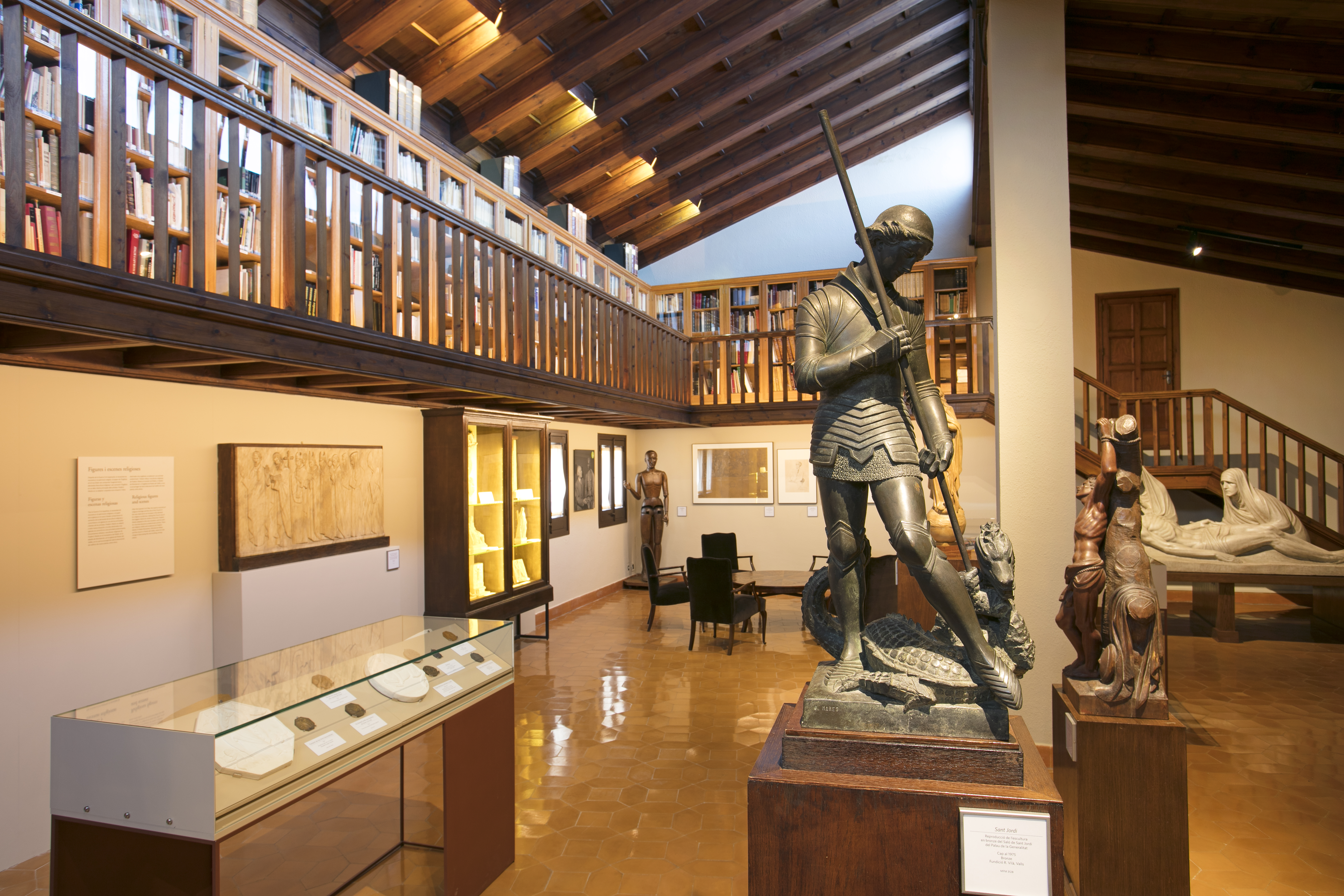
Estudio-biblioteca de Frederic Marès.

Se trata del espacio en el que Frederic Marès tenía su despacho personal y su biblioteca. También acoge una selección representativa de su producción escultórica que en 1988 dio a la ciudad de Barcelona. Este espacio fue diseñado ex profeso en 1964 y no aconteció visitable hasta el año 1996, cinco años después de su muerte. La nueva presentación museográfica ha comportado la renovación del discurso museológico, aportando contenido informativo sobre el espacio, el personaje y las obras expuestas, así como del mobiliario expositivo y la sustitución de la antigua iluminación por lámparas led. La nueva presentación ha querido mantener la misma atmósfera de calidez, tal como lo había ideado el propio Frederic Marès, y la singularidad del espacio.

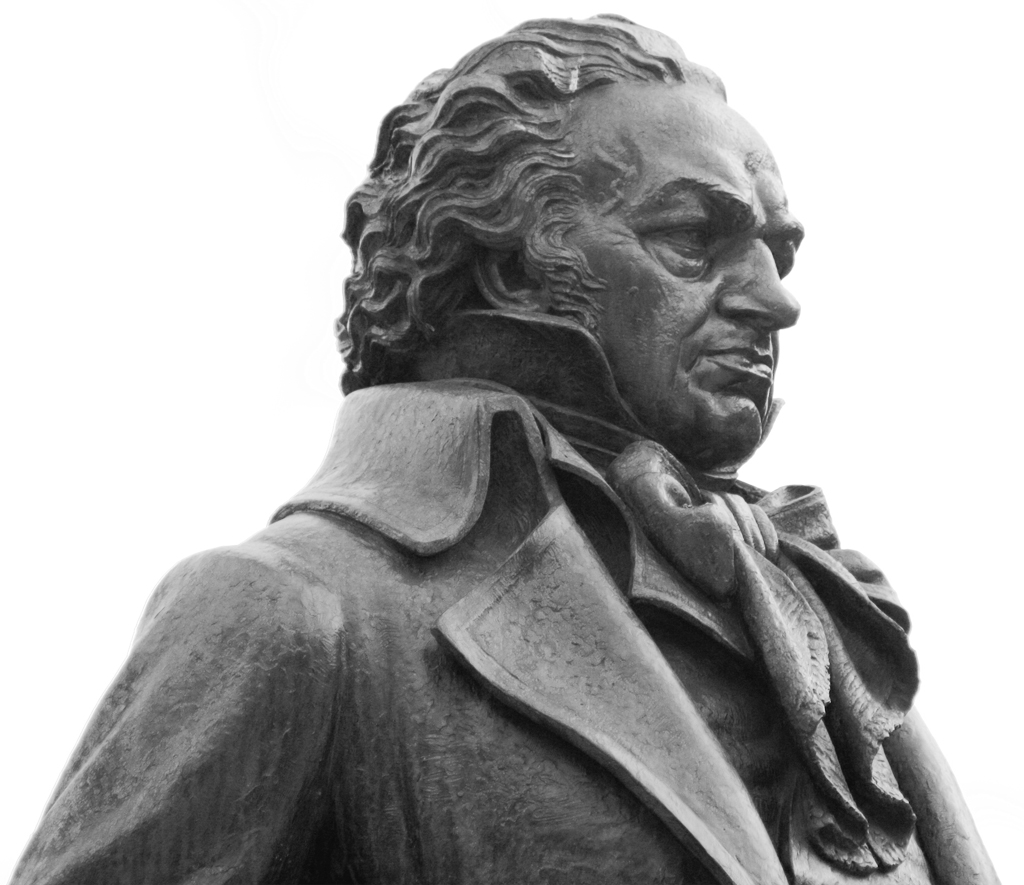
Monumento a Goya en la plaza del Pilar de Zaragoza.

## Obra
El discurso de la nueva presentación museográfica explica a través de seis ámbitos temáticos, la trayectoria de Frederic Marès, como escultor:

#### Figuras y retratos
Son ejemplos claros de la influencia de Auguste Rodin en la obra de Frederic Marès la escultura Rodio, el Retrato de Jaume Pahissa –en cuanto a la fusión de la cabeza en el bloque de mármol del que surge y el tratamiento del cabello– o Desnudo de hombre. También la influencia del movimiento noucentista está presente a lo largo de los años 1900 a 1910 y la segunda década del siglo XX en obras como el relieve Maternidad (Mater amabilis), tamizado por el cedazo renacentista, en las esculturas Tres jóvenes o Juventud-ritmo y en retratos como el de Josep Maria Bassols, el de Lluís Folch y Torres, el del niño Josep Marès o incluso en el Busto de mujer con mantilla, que muestran personajes de rasgos bien perfilados y reconocibles no exentos de cierta idealización. Una de las obras más representativas del estilo de madurez de Frederic Marès es Busto femenino (serenidad), tipología que no tendrá continuidad más allá del año 1936. Pasada la guerra civil española, Marès no volvió a trabajar en nuevos modelos de escultura de libre creación, es decir, de pequeño formato, no sujeta a pedido.

#### Escultura pública
El éxito de la escultura conmemorativa que Marès realizó hasta la irrupción de la guerra civil española se encuentra en el simbolismo de sus obras, que tenía su origen en el ideario noucentista. El monumento a Francesc Soler Rovirosa o a Francesc Layret son un buen ejemplo. En cuanto a la escultura decorativa urbana, su máxima producción está vinculada a la celebración de la Exposición Internacional de 1929, como por ejemplo Niña sobre un pez. Esculturas y relieves de Marès decoran, aún hoy, edificios privados como el de La Unión y el Fénix en el paseo de Gràcia o el del antiguo Banco de Vizcaya en la plaza de Cataluña, coronado por Minerva e inaugurado en 1931, ambos en Barcelona. El concepto de escultura conmemorativa en la obra de Marès una vez acabada la guerra civil española cambia y empieza a realizar esculturas centradas en la presencia física del homenajeado, abandonando las alegorías utilizadas en los años anteriores. A partir de 1939, Marès decoró y vio cómo se erigían esculturas suyas en edificios mayoritariamente fuera de Barcelona.

#### Restauraciones y recreaciones
Finalizada la guerra civil española, a la trayectoria escultórica de Frederic Marès se le añaden los encargos de restaurar o reconstruir obras dañadas o desaparecidas durante el conflicto como, por ejemplo, la escultura de la Virgen del Farolillo de Santa María del Mar, las estatuas de Antonio López y de Joan Güell i Ferrer o el monumento al canónigo Rodó, todas ellas en Barcelona. La recreación de los panteones reales del monasterio de Poblet, saqueado y expoliado en el siglo XIX, es sin duda la que le conllevó un mayor prestigio. En 1944 Marès recibió el encargo de reconstruir las tumbas reales de este cenobio cisterciense, cuya historia se remonta a mediados del siglo XII, y el conjunto fue inaugurado oficialmente en 1952. El éxito de esta intervención le proporcionó muchos otros proyectos similares, como la realización de las estatuas yacentes de los reyes Jaime II y Jaime III de la catedral de Palma de Mallorca, la estatua yacente de Sancho de Mallorca para la ciudad de Perpiñán, el monumento funerario a Juan Ponce de León o el sepulcro del obispo Alonso Manso, ambos en Puerto Rico.

#### Arte funerario
La obra funeraria de Frederic Marès tuvo un gran éxito desde los inicios de su trayectoria artística. El escultor tenía buenos amigos entre la burguesía, algunos de los cuales lo eran desde su estancia en el taller del escultor Arnau, y para ellos adecuó su producción al ámbito doméstico de devoción privada. Como resultado, la decoración de nichos y panteones funerarios con relieves relativos a la muerte de Cristo, así como la realización de relieves de la Virgen y el Niño, altares y cruces de altar se convirtieron en uno de los ejes destacados de su producción. Se conservan decoraciones para panteones realizados por Marès en Mataró, El Masnou, Sitges, Figueras, Valls y Barcelona, realizados mayoritariamente en colaboración con arquitectos.

#### Figuras y escenas religiosas
Tras la guerra civil española, la necesidad de reconstruir el patrimonio religioso y el papel de la Iglesia en el nuevo Estado comportaron el aumento de la demanda de escultura religiosa y convirtieron a la Iglesia en uno de los principales clientes de los artistas. Frederic Marès se adaptó a esta nueva situación y la obra destinada a las iglesias se convirtió en una actividad predominante. Encontramos relieves y esculturas religiosas de Frederic Marès en el monasterio de Poblet, en la abadía de Montserrat y en la iglesia de Parets del Vallès, en la cual se encargó de toda la decoración del edificio de nueva planta, entre otros.

#### Medallas
La trayectoria artística de Marès transcurrió dentro de los límites de la escultura tradicional figurativa aprendida en la Escuela Superior de Artes e Industrias y Bellas Artes de Barcelona y en el taller de Eusebi Arnau, donde aprendió no solo el oficio de escultor sino también una determinada concepción de la escultura, heredera de la tradición del siglo XIX y que se inclinaba hacia la escultura conmemorativa, ornamental, funeraria y hacia la medallística.
Tras la guerra civil española, los encargos para la realización de medallas conmemorativas, especialmente por parte del Ayuntamiento de Barcelona y la Fábrica Nacional de Moneda y Timbre, se incrementaron notablemente, lo que da como resultado un amplio catálogo en su producción.

## Distinciones
- Primer premio en el Concurso Nacional de Escultura en el año de 1924
- Gran Cruz de la Orden Civil de Alfonso X el Sabio en 1951
- Año 1982 premiado con la Cruz de San Jorge de la Generalidad de Cataluña
- En 1983 le concedieron el Premio Nacional de Bellas Artes.
- Académico de la Escuela de San Fernando de Madrid.
- Académico de la Escuela de San Jorge de Barcelona.
- Director de la Escuela San Jorge y de la de La Lonja de Barcelona.
- Hijo predilecto de Portbou.

## Obras destacadas

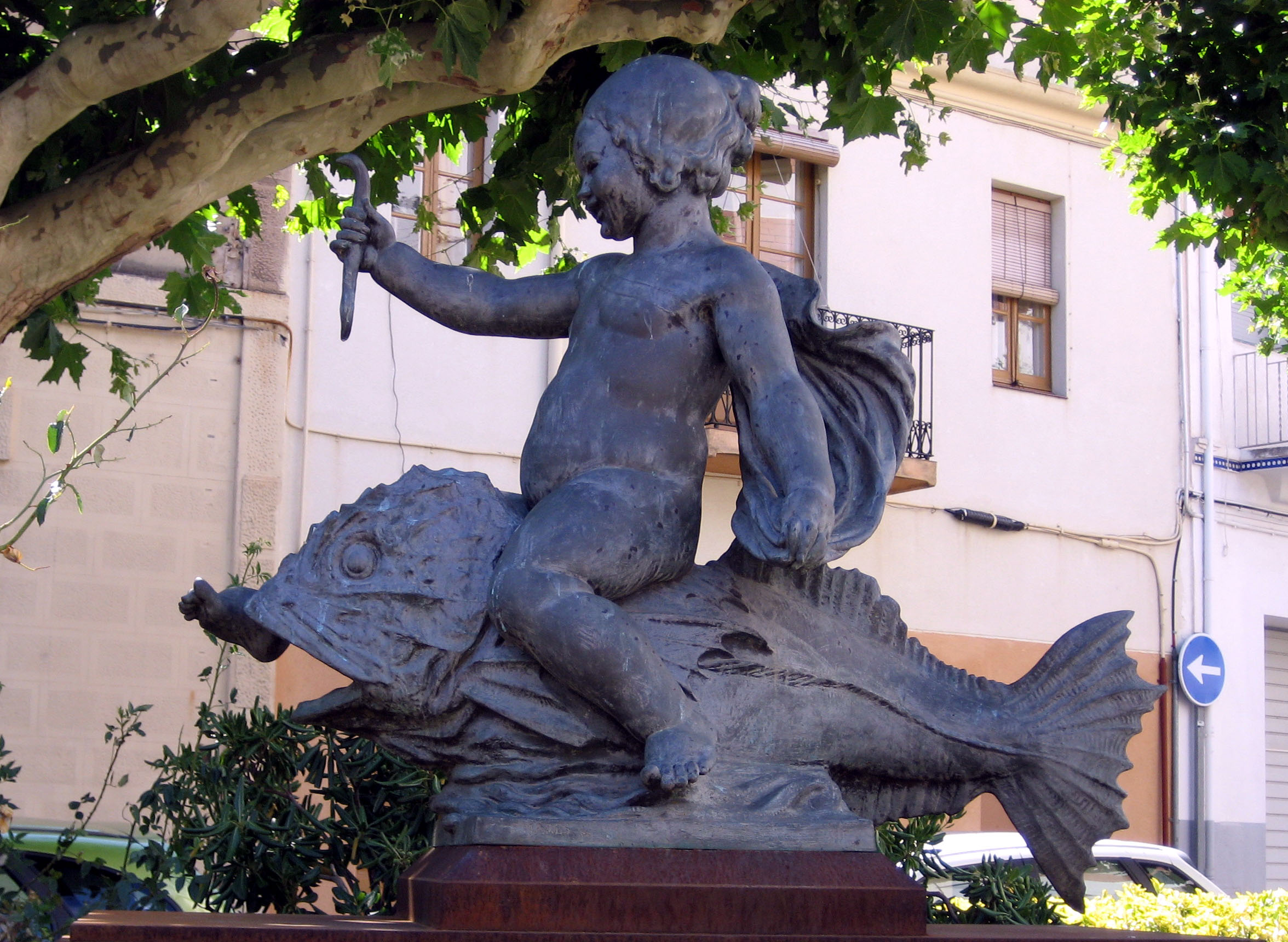
Niño con pez en Portbou.

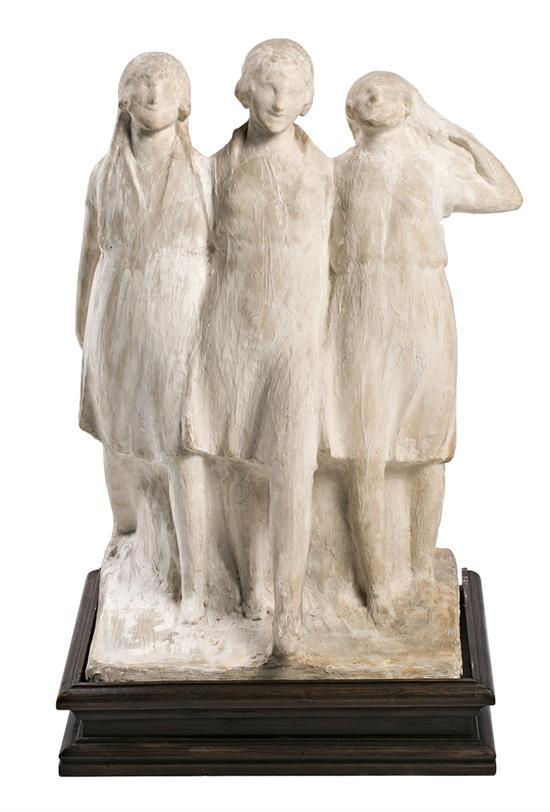
Tres jóvenes, 1917. Yeso. Colección particular.

- El Entierro de Cristo (Relieve). 1924. Iglesia de Santa María del Mar. Barcelona
- Retrato de Jaime Pahissa. 1917.
- Tres jóvenes, 1917. Museo Frederic Marès (mármol). Colecciones particulares (yeso y bronce).
- Juventud.
- Monumento a Goya en la Plaza de las Catedrales de Zaragoza.
- Barcelona y Emporion (1928), Plaza de Cataluña, Barcelona.
- Niños cabalgando sobre peces (1928), Barcelona.
- Monumento a Francesc Soler Rovirosa. 1930
- Tumbas de Jaime II y Jaime III en la Catedral de Palma de Mallorca.
- Monumento a Luis Vives en Elche (Alicante).
- Imagen de la Virgen para el altar mayor de la iglesia de Santa María de Portbou (Gerona).
- A Francesc Layret. 1936.
- A Joan Güell i Ferrer (1941-1945), reconstrucción de la obra anterior.
- Barcelona a Prim. 1948.
- Restauración de la Fuente de Santa Eulalia, Barcelona (1951).
- Conjunto de animales de los Jardines de Jaume Vicens i Vives. 1967.
- Exaltación de la Santa Cruz. 1975. Colgada encima del altar mayor de la Catedral de Barcelona.
- Monumento al joven rey Alfonso III de Aragón en Mahón (Menorca) ubicada en la plaza de la Conquesta.
- Monumento a Salvador Brau Asencio en Cabo Rojo, Puerto Rico. 1974.
- Réplica de monumento a Antonio López y López en Barcelona (actualmente en Museo de Historia de Barcelona)